# Ulysse Nardin
Ulysse Nardin è una società svizzera specializzata nella produzione di orologi di lusso, conosciuta in particolare per la produzione di cronometri marini nel corso del 1800. L'azienda è stata fondata nel 1846 a Le Locle, Svizzera, da Ulysse Nardin.

## Storia

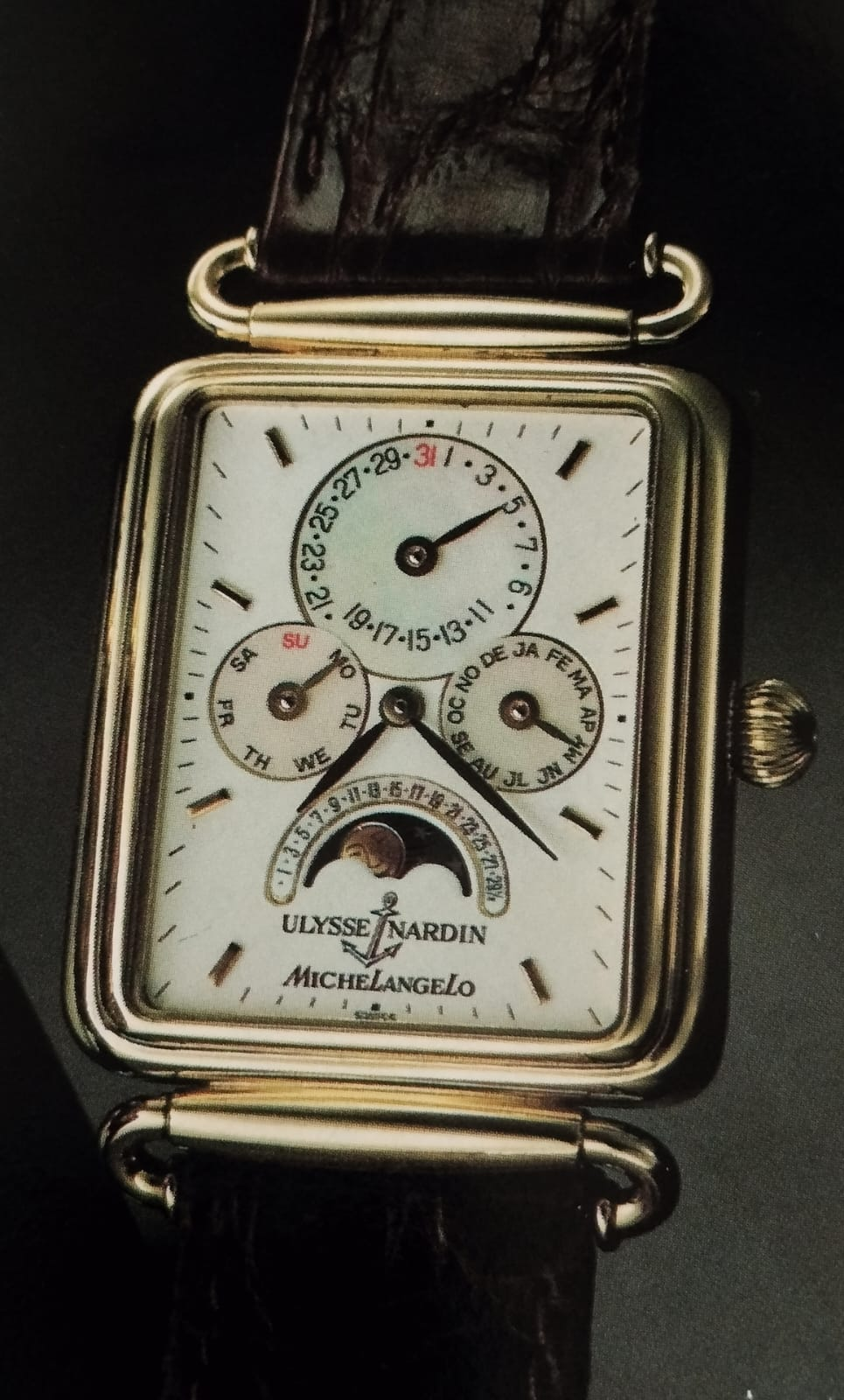
Ulysse Nardin Michelangelo ref. 161-42, fine anni '80

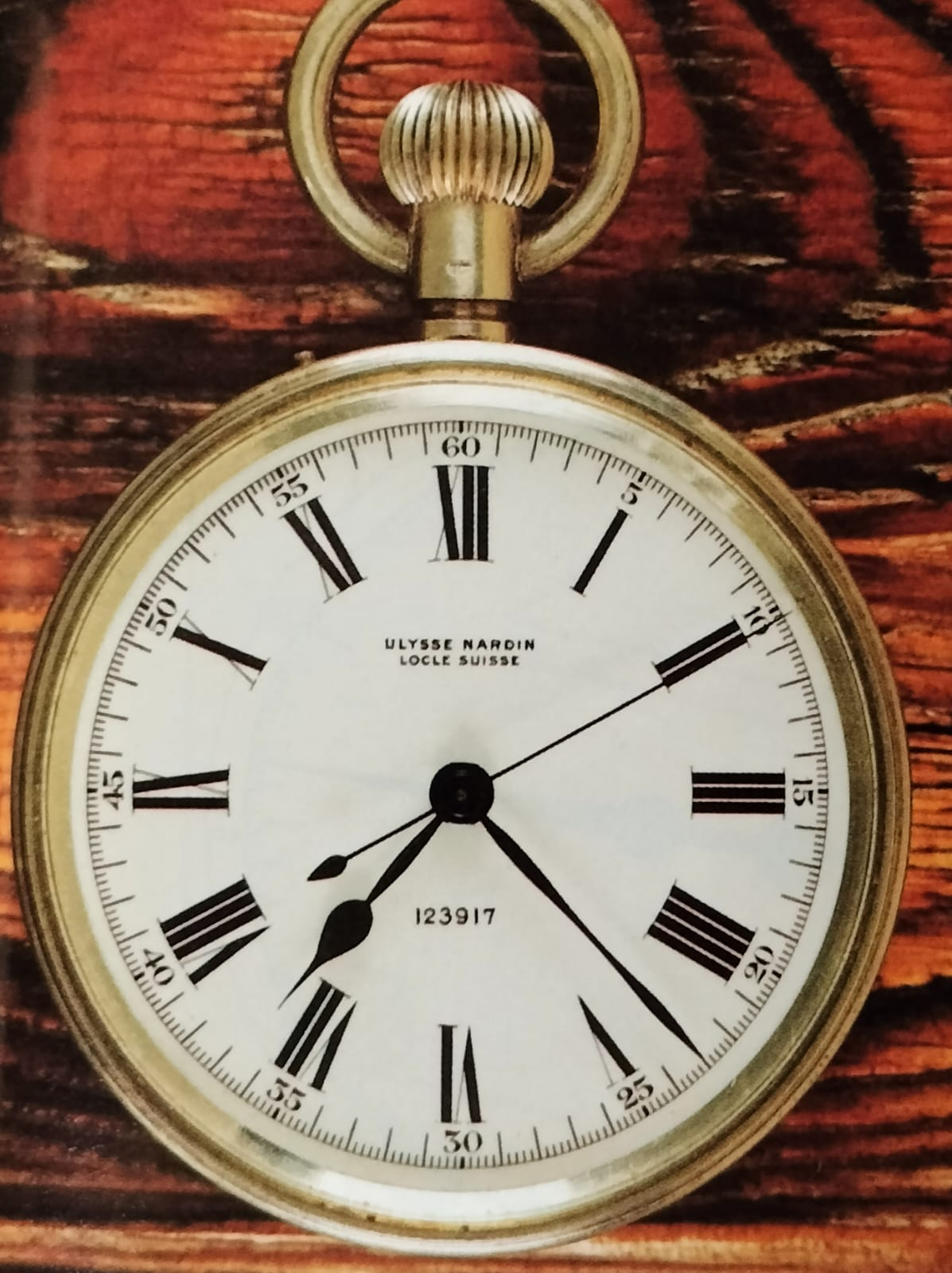
Cronometro da plancia Ulysse Nardin, così chiamato perché risiedeva sulla plancia della nave e l'ora precisa veniva regolata in base al cronometro da marina, che era più preciso, e che era collocato altrove, spesso sotto coperta.

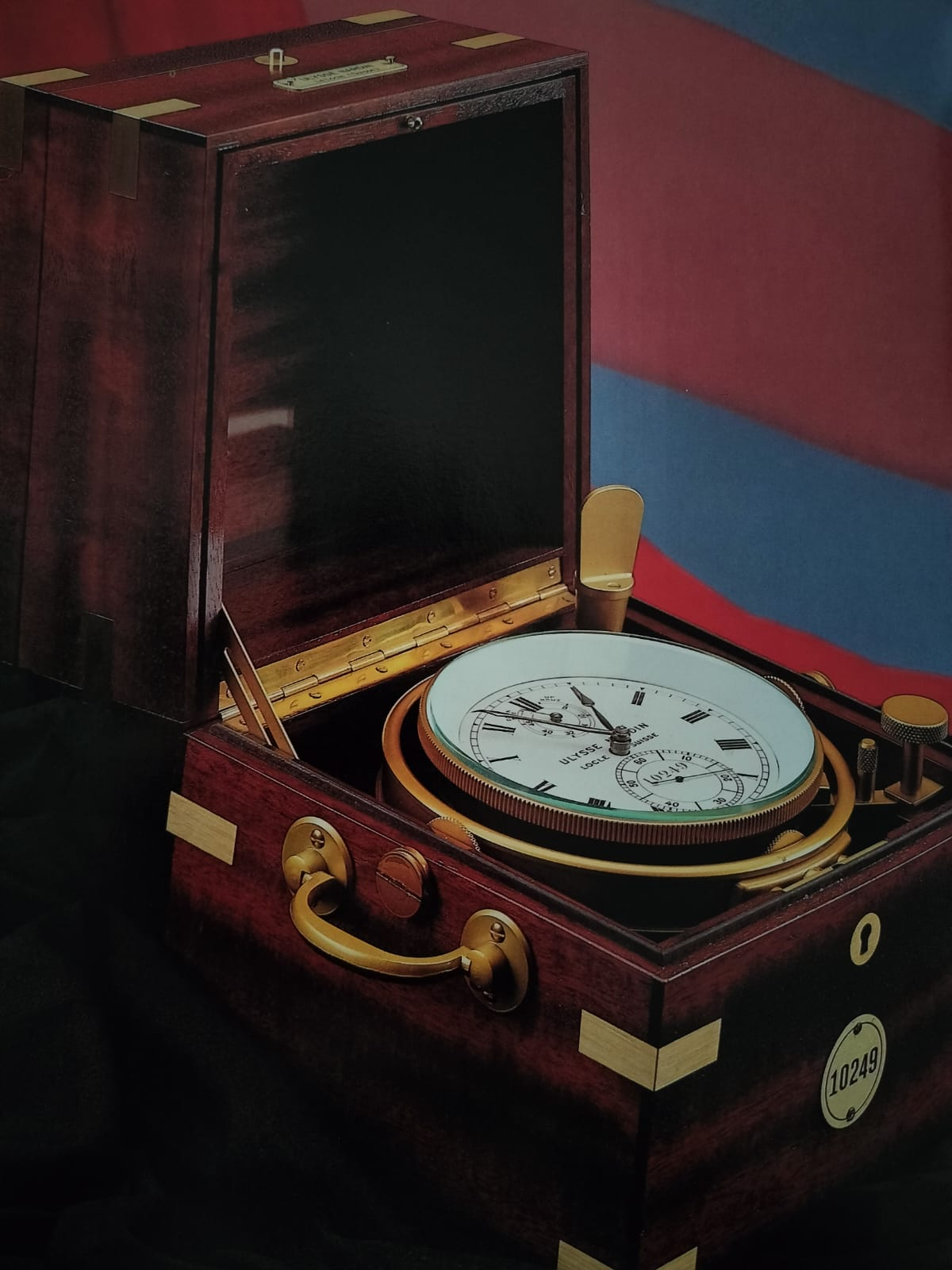
Cronometro da marina Ulysse Nardin, dotato di secondina di dimensioni maggiorate e indicatore di riserva di carica a ore 12

### Il legame con la marina
Ancor prima che famosa per gli orologi da polso o da tasca, Ulysse Nardin, fondata dall'omonimo orologiaio (1823-1876), figlio di Léonard-Fréderic, da cui impara l'arte orologiera. La Maison si è affermata come azienda leader nella realizzazione di orologi e strumenti di bordo da marina (come ad esempio i barometri), tanto da aggiudicarsi numerosissimi premi per questo genere di segnatempo e da potersi fregiare la fornitura a diverse marine militari di grandi potenze mondiali come Stati Uniti, Giappone, Russia, Gran Bretagna. Ben presto Ulysse Nardin diventa l'azienda orologiera con all'attivo il maggior numero di riconoscimenti di precisione cronometrica. Il 20 febbraio 1876 il fondatore muore e l'azienda passa nelle mani del figlio, Paul-David Nardin, il quale vince la medaglia d'oro all'Esposizione Universale di Parigi del 1878, proprio per la precisione dei cronometri da marina. Nel corso dei decenni vengono prodotti cronometri e orologi per eserciti di oltre cinquanta Stati.
Agli inizi del Novecento l'azienda inizia la produzione anche di movimenti di dimensioni più piccole, adatti per essere incassati in segnatempo da polso.

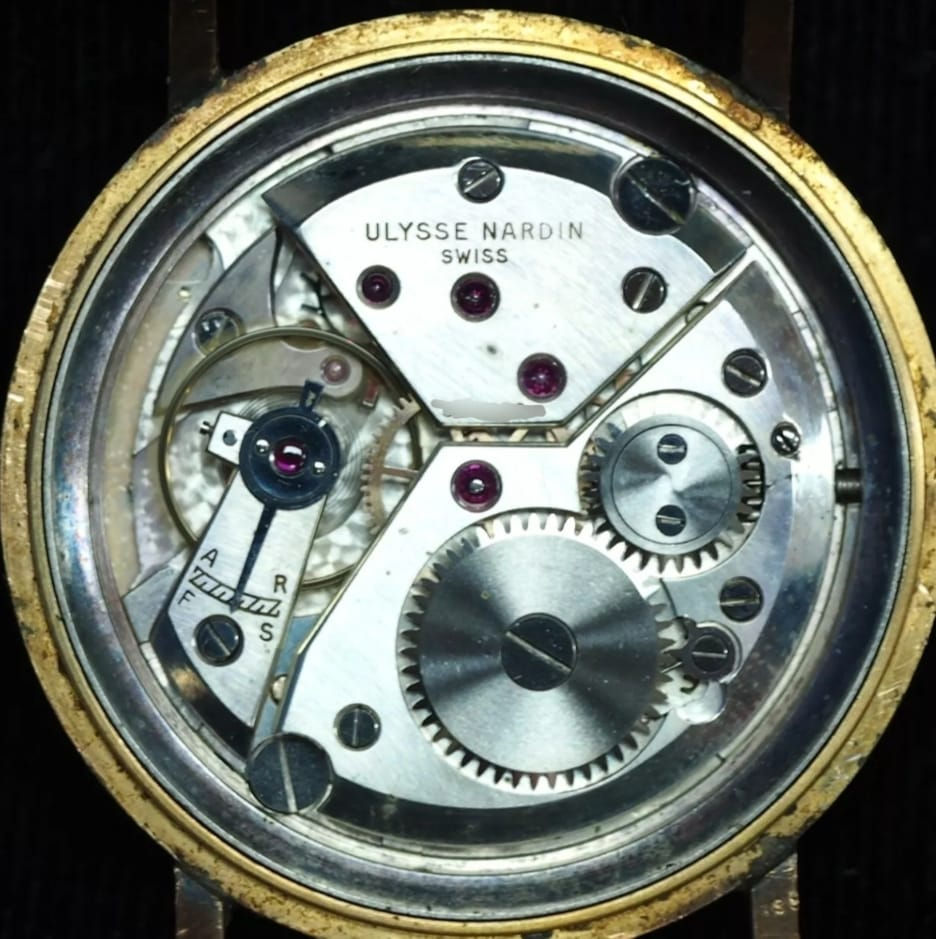
Movimento Peseux 330 personalizzato Ulysse Nardin, anni Cinquanta

Risale al 1935 la realizzazione di un cronografo da tasca con calibro proprietario in grado di misurare i decimi di secondo.

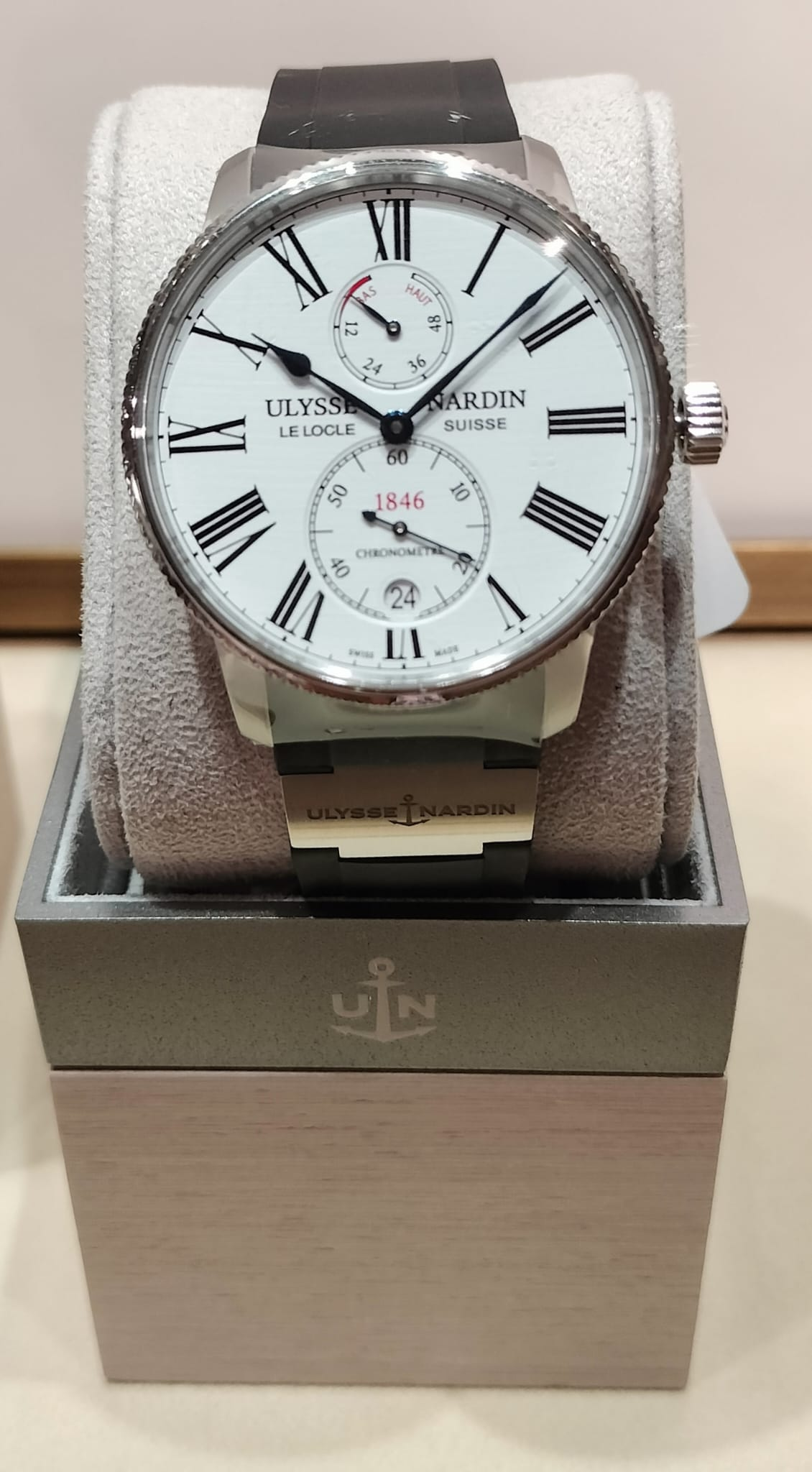
Ulysse Nardin Marine Torpilleur certificato cronometro con riserva di carica a ore 12 (ref. 1183-310). L'estetica richiama quella dei cronometri da marina delle navi, che presentavano la secondina sovradimensionata e l'indicatore della riserva di carica nella parte alta del quadrante.

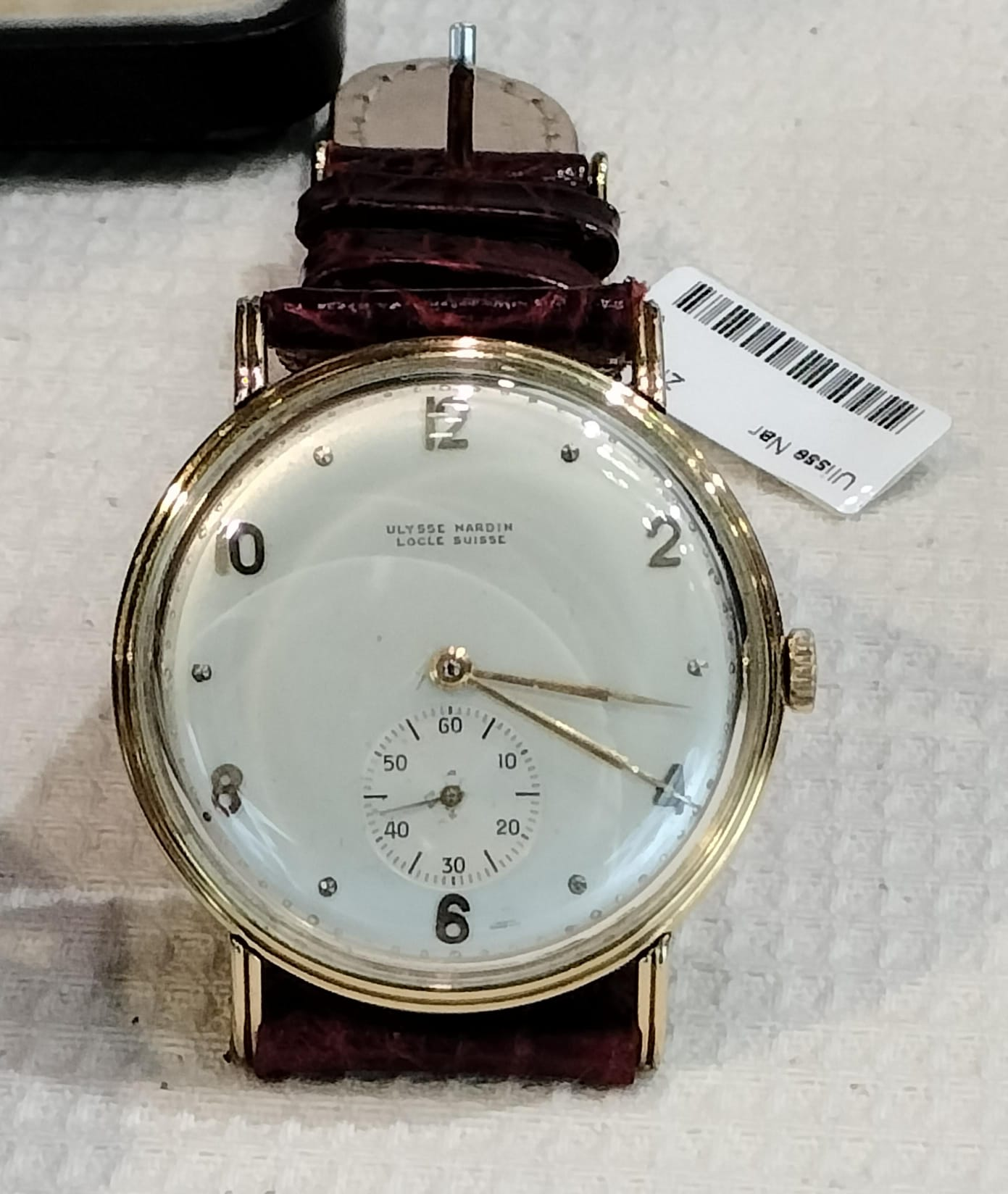
Ulysse Nardin in oro a carica manuale anni Cinquanta

Secondo i dati dell'Osservatorio di Neuchâtel, tra il 1846 e il 1975 Ulysse Nardin ha ottenuto 747 premi per tutti i suoi segnatempo (d'uso civile e militare), diversi Grand Prix e medaglie d'oro e d'argento alle esposizioni universali, ed oltre quattromila certificati di precisione.

### Il rilancio del marchio e le invenzioni di Oechslin

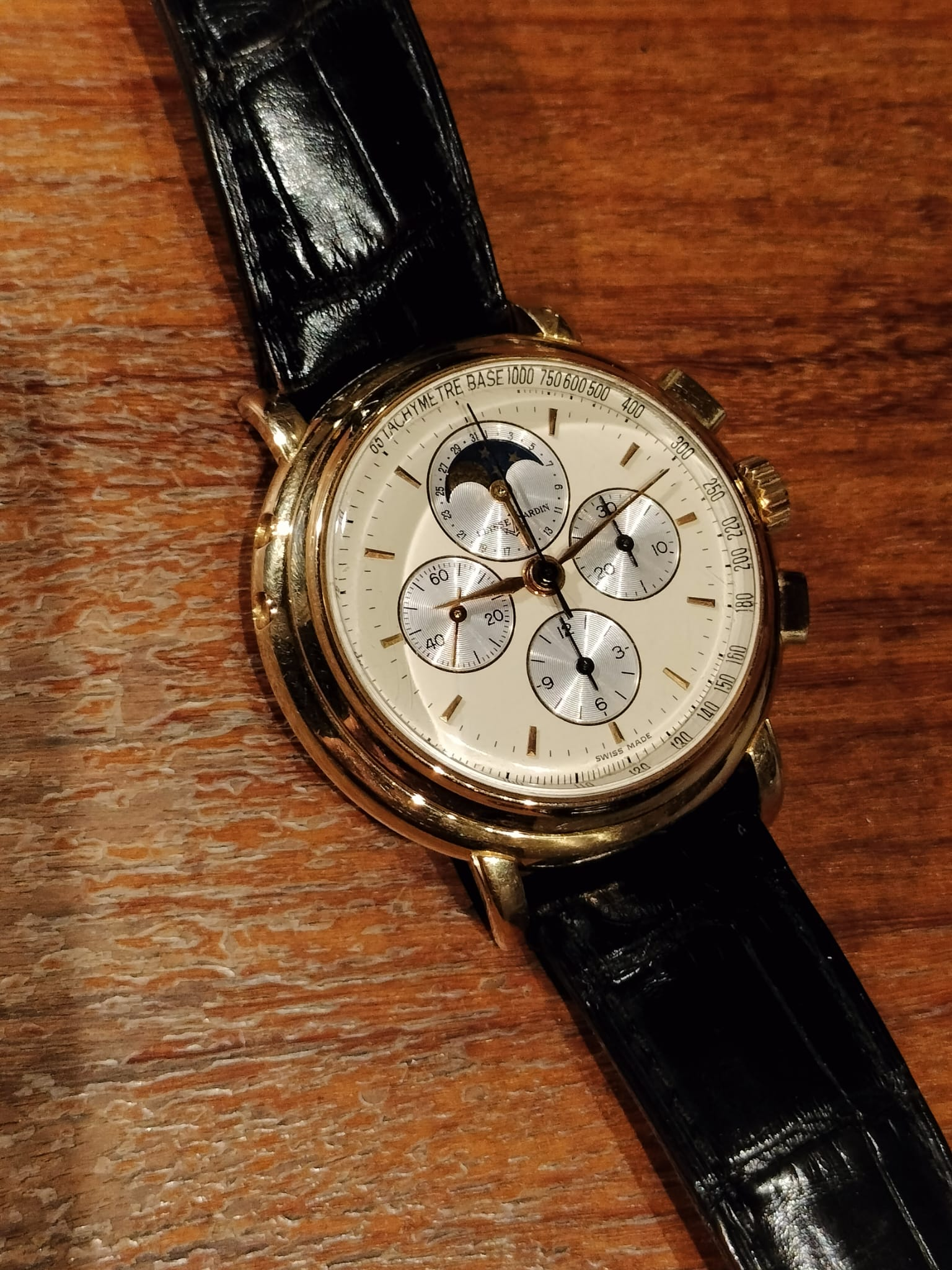
Ulysse Nardin crono con data e fasi luna ref. 532-22, con calibro UN-53 (Lemania 2612), fine anni Ottanta/primi Novanta

A causa della crisi del quarzo, Ulysse Nardin ha affrontato sfide significative alla fine degli anni '70 e all'inizio degli anni '80. Nel 1983 la società fu acquisita dall'uomo d'affari Rolf Schnyder che, in collaborazione con orologiai come Ludwig Oechslin, fece rivivere il marchio.

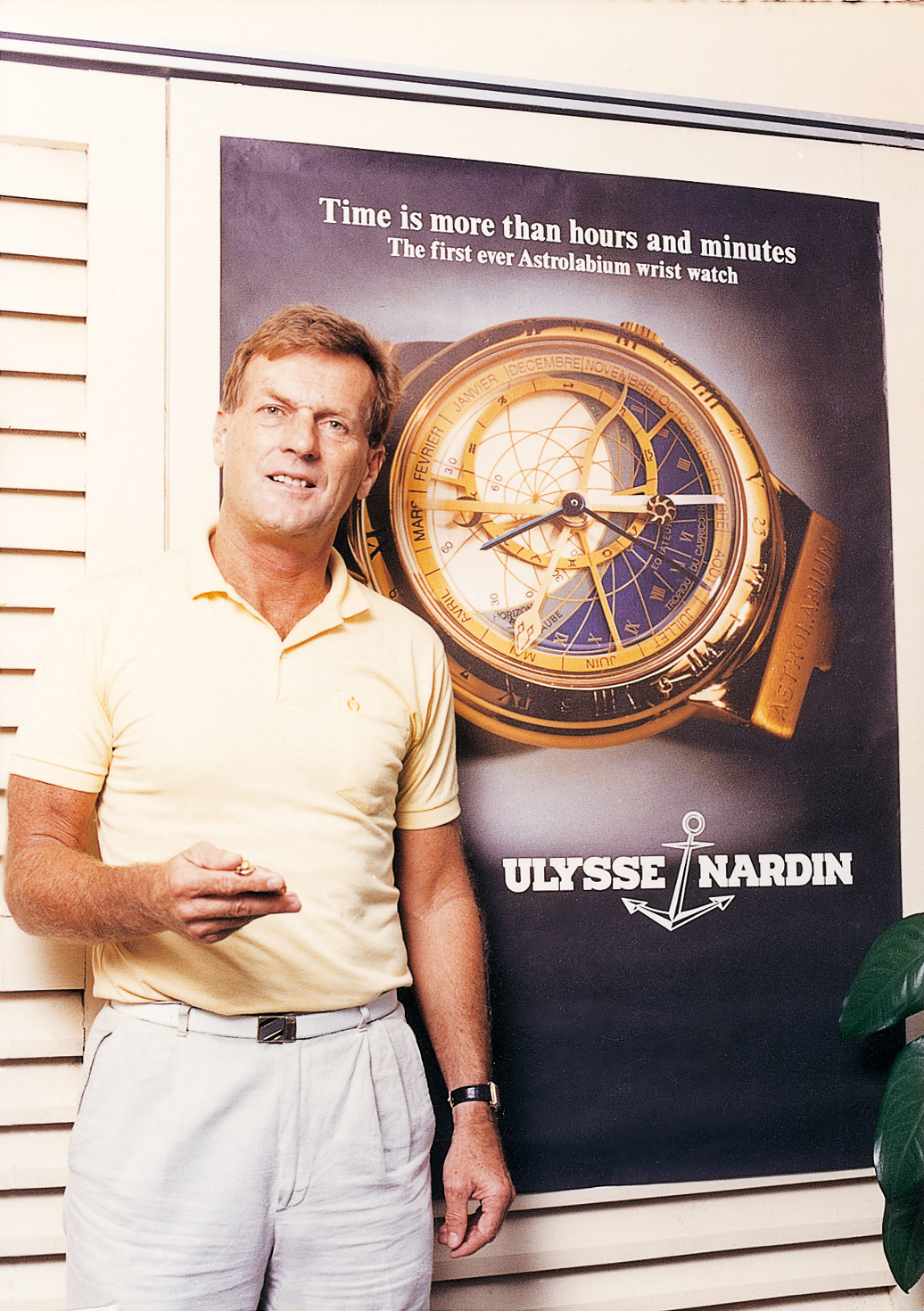
Rolf Schnyder a fianco del manifesto dell'Ulysse Nardin Astrolabium

Rolf Schnyder è stato amministratore delegato e ha trasformato l'azienda in un business sano, introducendo anche diverse innovazioni. L'obiettivo era quello di far tornare Ulysse Nardin nell'élite dell'orologeria, realizzando segnatempo di qualità da un punto di vista meccanico e di finiture, recuperando in certi casi anche l'estetica degli antichi cronometri da marina che avevano contraddistinto positivamente la storia del marchio. Un esempio è la creazione di un cronografo con calendario e fasi lunari, alimentato dal calibro Lemania 2612 (base Lemania 2310, adottato anche da Patek Philippe, Omega, Vacheron Constantin, Breguet e Roger Dubuis, con aggiunta della complicazione di data e lunario, ribattezzato da Ulysse Nardin UN-53). Questo crono con data e lunario è stato prodotto in differenti referenze: la 531-22 in edizione limitata con quadrante panna o con quadrante blu e subdials dorati, la 531-77 limitata a 100 pezzi con quadrante bianco e subdials blu, la 532-22 non limitata con quadrante panna, la 533-22 con subdials a contrasto color blu (configurazione "panda"), la 542-22 con anse a maniglione, la 531-77 con quadrante champagne, la 536-22 con cassa in oro rosa anziché oro giallo.
Nel 1985 Oechslin realizza l'Astrolabium Galileo Galilei, che all'epoca era uno degli orologi da polso più complicati mai realizzati. Nel 1988 invece venne progettato, sempre da Oechslin, il Planetarium Copernicum. Il terzo ed ultimo orologio astronomico di Oechslin è il Tellurium Johannes Kepler, del 1992. 

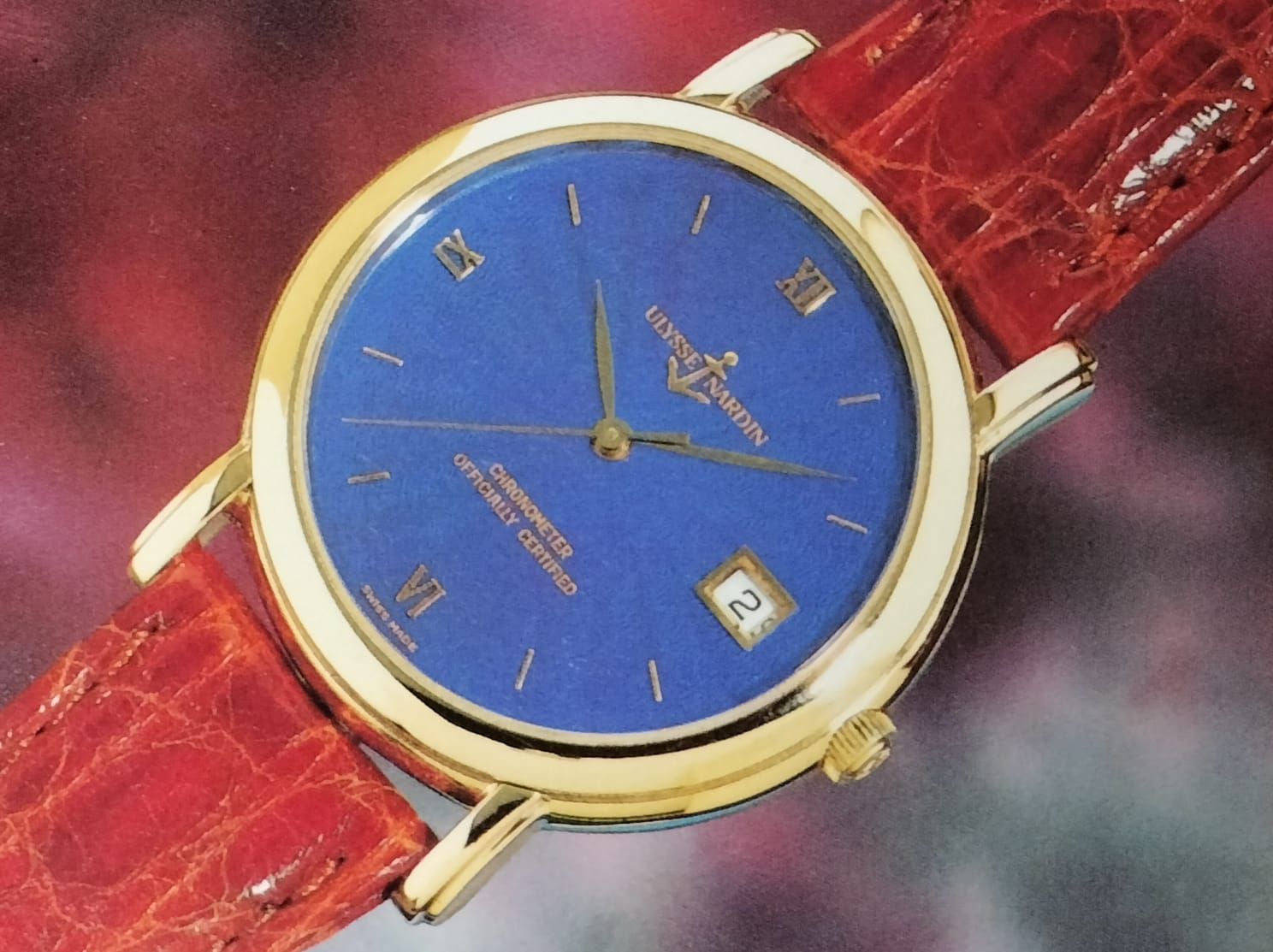
Uno dei numerosi modelli della collezione San Marco, dedicata alla Repubblica di Venezia. In questo esemplare il quadrante è in smalto. Ref. 131-77, anni Novanta.

Nello stesso decennio la proposta della Maison si amplia anche con la collezione sportiva Acqua, caratterizzata da modelli solotempo, crono e con calendario completo, alcuni dei quali impermeabili fino a 120 metri ed anche con movimento al quarzo. Ulysse Nardin in questo periodo si fa inoltre apprezzare per la linea San Marco, dedicata a Venezia e alle Repubbliche marinare (alcuni di questi modelli presentano un quadrante in smalto), e per la collezione Michelangelo, contraddistinta da un'estetica d'impatto, con cassa rettangolare smussata, anse fisse a maniglione e complicazioni. Il design di quest'ultima collezione vedrà una modifica nel corso del decennio seguente, abbracciando una cassa tonneau che ne aumenterà la sportività.

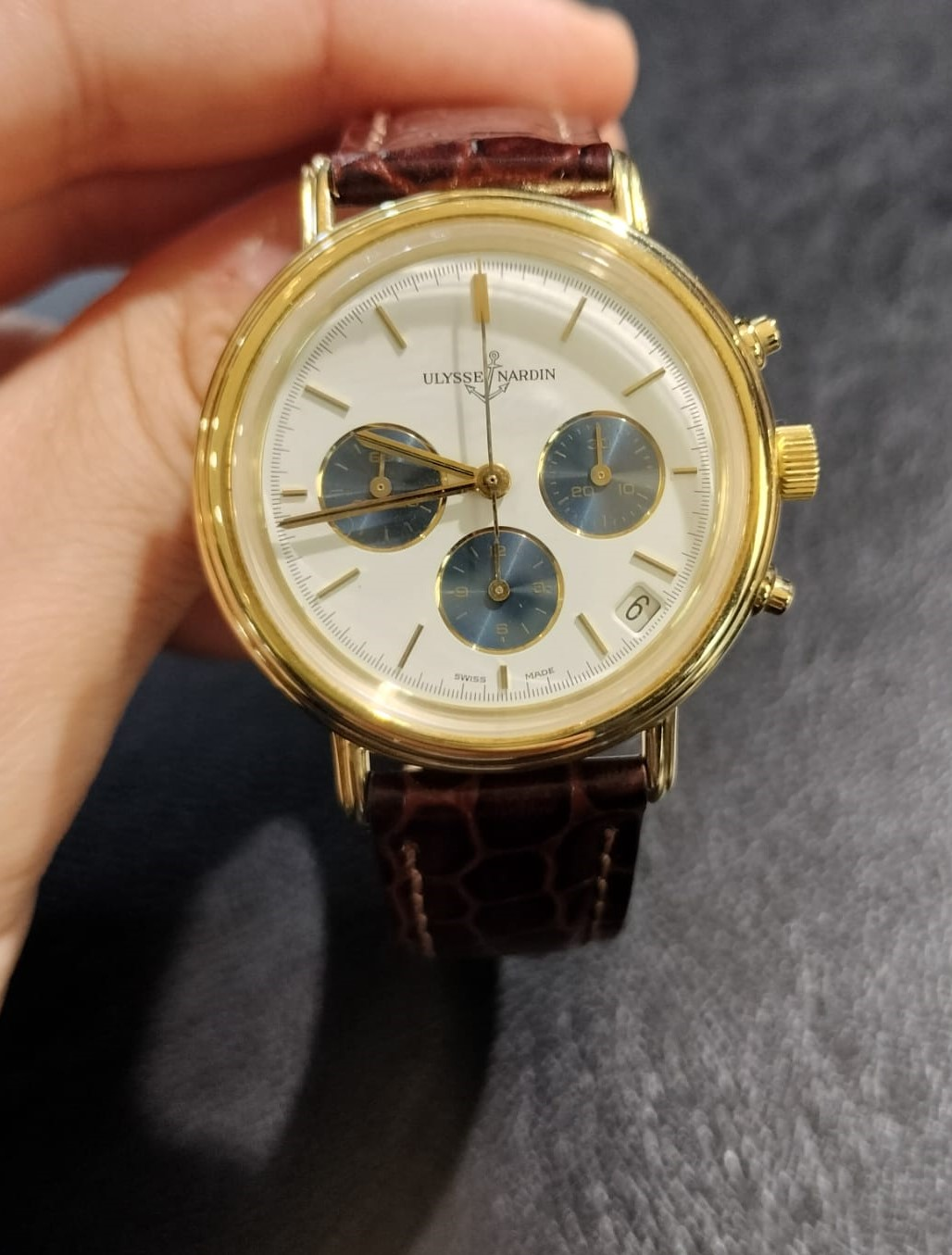
Ulysse Nardin cronografo ref. 421-22 con calibro Zenith El Primero personalizzato, primi anni Novanta

### 1990-2020: innovazione continua

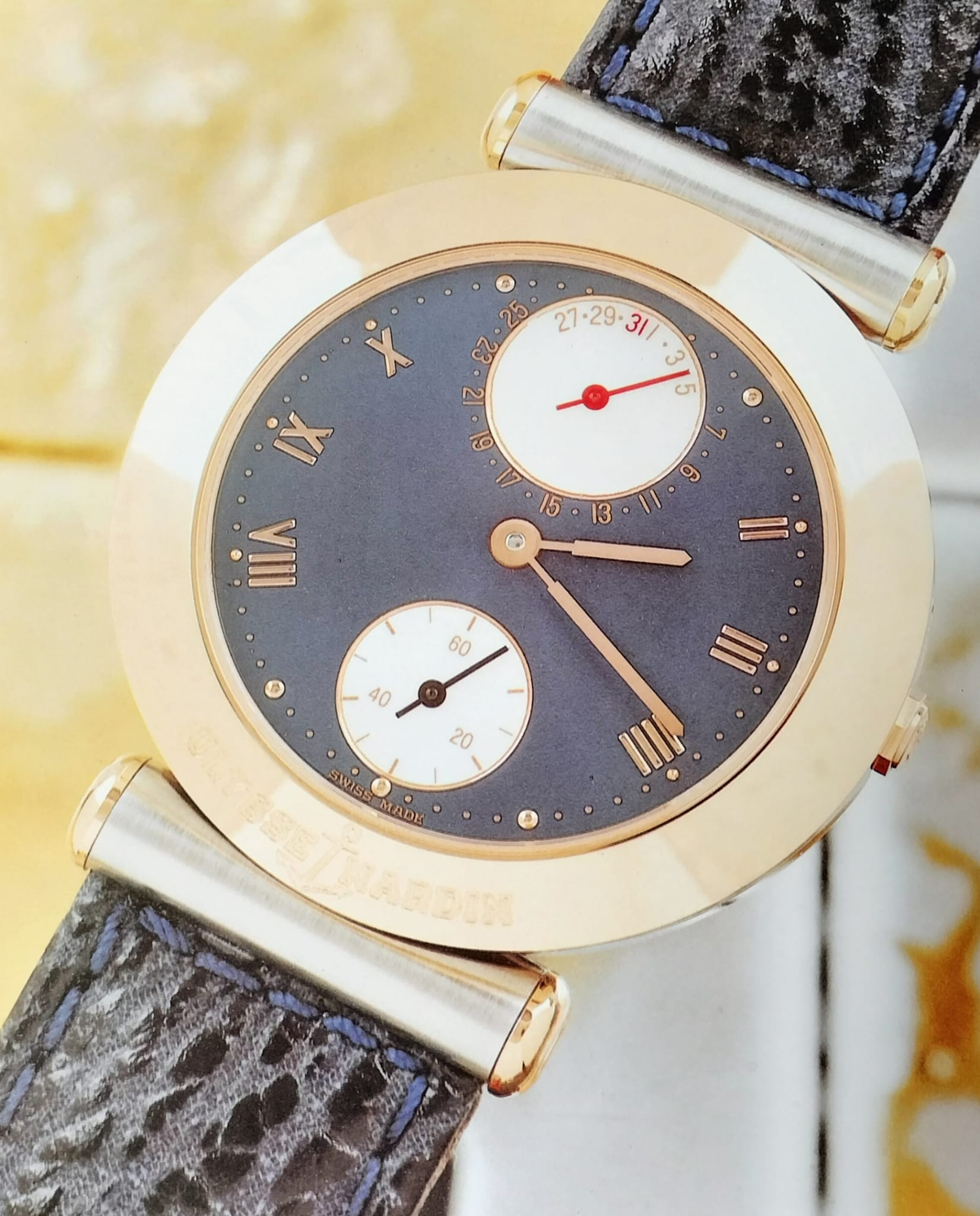
Ulysse Nardin Newton ref. 155-22, collezione dedicata al fisico inglese. Qui in versione automatica oro e acciaio con datario

Negli anni Novanta viene presentato il Berlin 1907, un cronografo rattrapante con quadrante delle ore decentrato a ore 3 che si basa su una modifica del calibro Valjoux 7750.
Nel 1996, Ulysse Nardin realizzò il suo primo orologio da polso per cronometro marino "Marine Chronometer 1846", contraddistinto esteticamente da un layout del quadrante assai simile ai cronometri di marina realizzati anticamente dall'azienda, pertanto con la secondina a ore sei sovradimensionata e l'indicatore della riserva di carica a ore dodici.
Sempre del 1996 è anche il calendario perpetuo "Perpetual Ludwig", che si caratterizza per essere il primo calendario perpetuo di sempre ad aver sostituito, all'interno del movimento, le leve con delle ruote e dei dischi, più robusti e meno soggetti ad usura. I dischi di Oechslin sono stati inseriti come complicazione su un calibro base derivato da un ETA 2892. Ciò consente al Perpetual Ludwig di essere regolato avanti ed indietro (operazione non comune all'epoca, dal momento che uno dei calendari perpetui più in voga dell'epoca, l'IWC Da Vinci, consentiva solo la correzione delle informazioni in avanti), seppure il processo di correzione delle indicazioni avviene piuttosto lentamente. Questa innovazione è stata inserita nel calibro di manifattura UN-33. Anche questi orologi sono stati progettati da Ludwig Oechslin in occasione del 150º anniversario del marchio. L'esperienza del Perpetual Ludwig è stata ispiratrice per H. Moser & Cie. nella creazione del suo calendario perpetuo a dischi, il quale integra anche la possibilità di effettuare correzioni in prossimità della mezzanotte.
Nel 1999 viene presentato il GMT+/- Perpetual, basato sul movimento perpetuo UN-33, ma con l'aggiunta della funzione GMT (il calibro così modificato prende il nome di UN-32), in cui tutte le funzioni sono regolabili avanti ed indietro.
Nel 2001 è il turno del Freak, un modello che ha segnato l'industria orologiera grazie ai suoi contributi tecnici e inventivi, come ad esempio l'assenza della corona di carica (si carica manualmente ruotando il fondello e si regola l'ora agendo dalla ghiera), l'utilizzo del silicio (Ulysse Nardin è una delle aziende pioniere nell'uso del silicio e il Freak è il primo orologio ad aver mai impiegato il silicio), l'assenza del quadrante tradizionale e la disposizione a treno (o a baguette) dei ruotismi. Sono le componenti del movimento che, ruotando, segnano l'ora. Il movimento, dalla forma a baguette, compie una rotazione del quadrante in sessanta minuti, fungendo da carosello, consentendo pertanto, come avviene con il tourbillon, di compensare i difetti di cronometria. In virtù della sua peculiarità e genialità ha vinto il premio "Watch of the Year" all'Innovation Award nel 2002. Questa collezione si è notevolmente ampliata prevedendo orologi con varie complicazioni, caratterizzati tutti da queste note distintive generali. Tutt'oggi si tratta di una linea di successo proposta a catalogo dalla Maison di Le Locle ed è presentata anche ad un prezzo d'attacco meno oneroso nella versione Freak X, nato nel 2019, e dotato di calibro automatico UN-230 realizzato in-house che presenta una corona di carica. Con il Freak X l'azienda ha voluto trasporre le peculiarità del Freak e coniugarle in un modello adatto per l'utilizzo quotidiano, rendendolo più simile ad un orologio per tutti i giorni. Il Freak, tutt'oggi, rimane un modo per sviluppare nuove tecnologie: è proprio su un Freak che, nel 2005 e nel 2007, la Maison di Le Locle ha sviluppato due nuovi scappamenti brevettati, realizzati in diamante e silicio. Questo scappamento è stato integrato nel recente Freak S, dotato di doppio bilanciere.

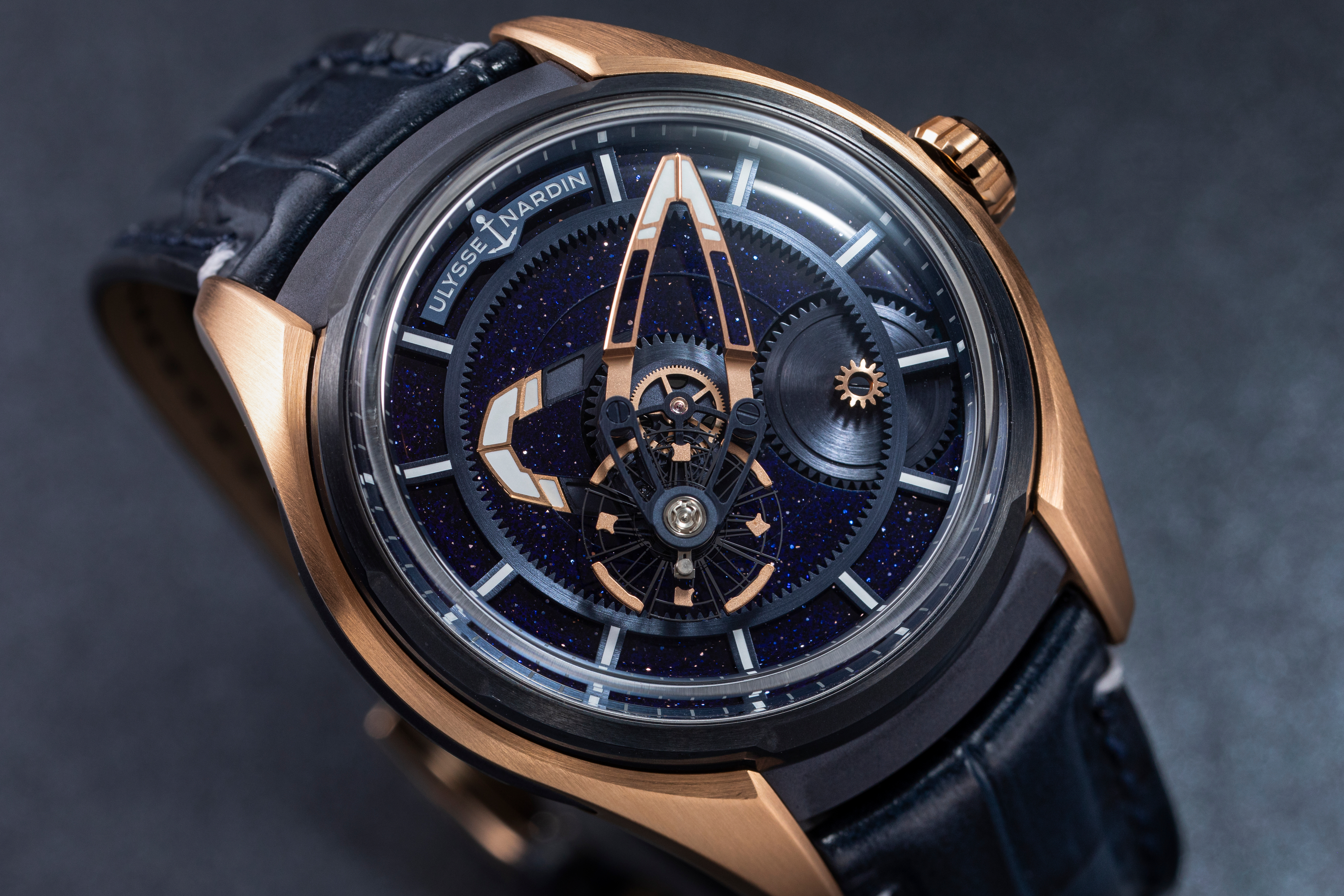
Ulysse Nardin Freak X Aventurine del 2019, modello entry level della collezione Freak. Ref. 2305-270LE

Nel 2003 è il turno del Sonata, uno svegliarino con gong cattedrale (solitamente utilizzato nelle ripetizioni minuti e non nelle sveglie), con possibilità di essere impostato su un minuto preciso, a differenza degli svegliarini tradizionali che hanno una regolazione ogni quarto d'ora (come nei Vulcain Cricket) o mezz'ora. L'orologio inoltre integra un conto alla rovescia che segnala il tempo residuo prima del suono della sveglia e la funzione GMT già presentata qualche anno prima sul GMT +/-. Il movimento adottato è l'UN-66.
Nel 2006 Ludwig Oechslin decide di creare una realtà orologiera indipendente: la Ochs und Junior.
Nel 2009 la Maison ha lanciato il Moonstruck, progettato sempre da Oechslin, che esteticamente rimanda al Tellurium, perfezionato, nel 2017, con l'Executive Moonstruck, il quale consentiva anche la visualizzazione delle ore del mondo.

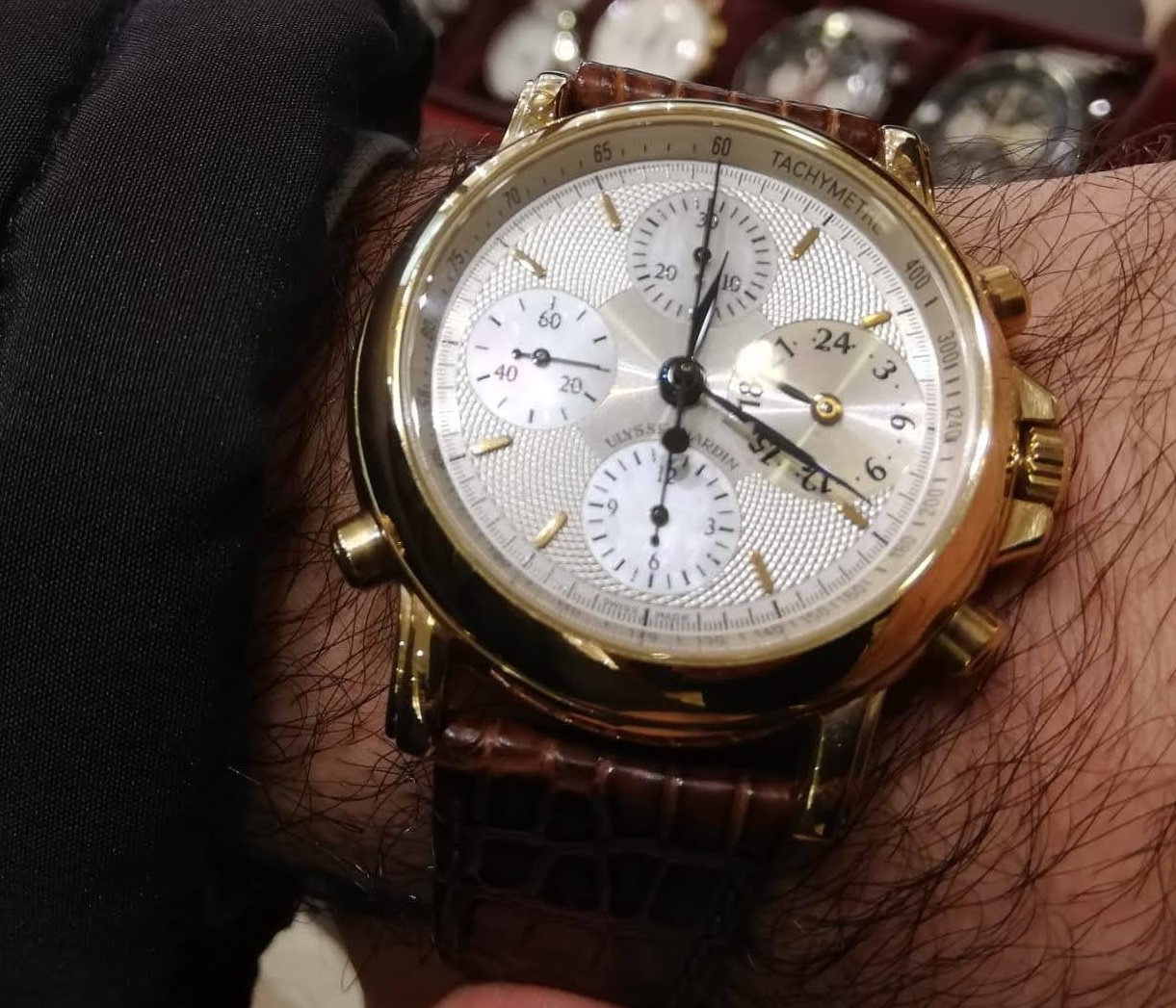
Ulysse Nardin Berlin 1907 cronografo rattrapante in oro ref. 581-22

Dopo la morte improvvisa di Schnyder nel 2011, Chai Schnyder, sua moglie, rilevò l'azienda. Nel 2011 inoltre fu acquisito un laboratorio svizzero di smaltatura, Donzé Cadrans,, che ha dato al marchio l'opportunità di utilizzare lo smalto nei quadranti dell'orologio. Ben preso l'azienda sviluppa anche questo genere di orologi: un esempio è dato da taluni orologi realizzati con quadranti in smalto che riproducono appositi dipinti realizzati dal fumettista Milo Manara. Altri orologi di impatto realizzati dalla Maison sono diversi ripetizione minuti dotati di piccoli automi sul quadrante, che si muovono mentre i martelletti battono le ore ed i minuti. Alcuni di questi piccoli capolavori ritraggono scene erotiche, altri invece personaggi storici come Annibale, Alessandro Magno o Gengis Khan. Quest'ultima miniatura storica fu importante, secondo Schnyder, per poter attirare potenziali acquirenti dell'est Europa, a seguito del crollo dell'URSS. Sempre nel 2012 viene presentata la nuova collezione Marine, con calibro di manifattura UN-118 certificato cronometro. Sui nuovi movimenti in-house si trova la scritta "Ulysse Nardin Certified" quando il calibro, incassato nell'orologio, supera prove più stringenti di quelle del COSC. Il movimento UN-118 è stato il primo realizzato in-house da Ulysse Nardin ad aver ottenuto importante diffusione. Inoltre l'UN-118 ha introdotto lo scappamento in DIAMONSIL, silicio rivestito di polvere di diamante artificiale, che previene l'usura dello scappamento e riduce la necessità di manutenzione.

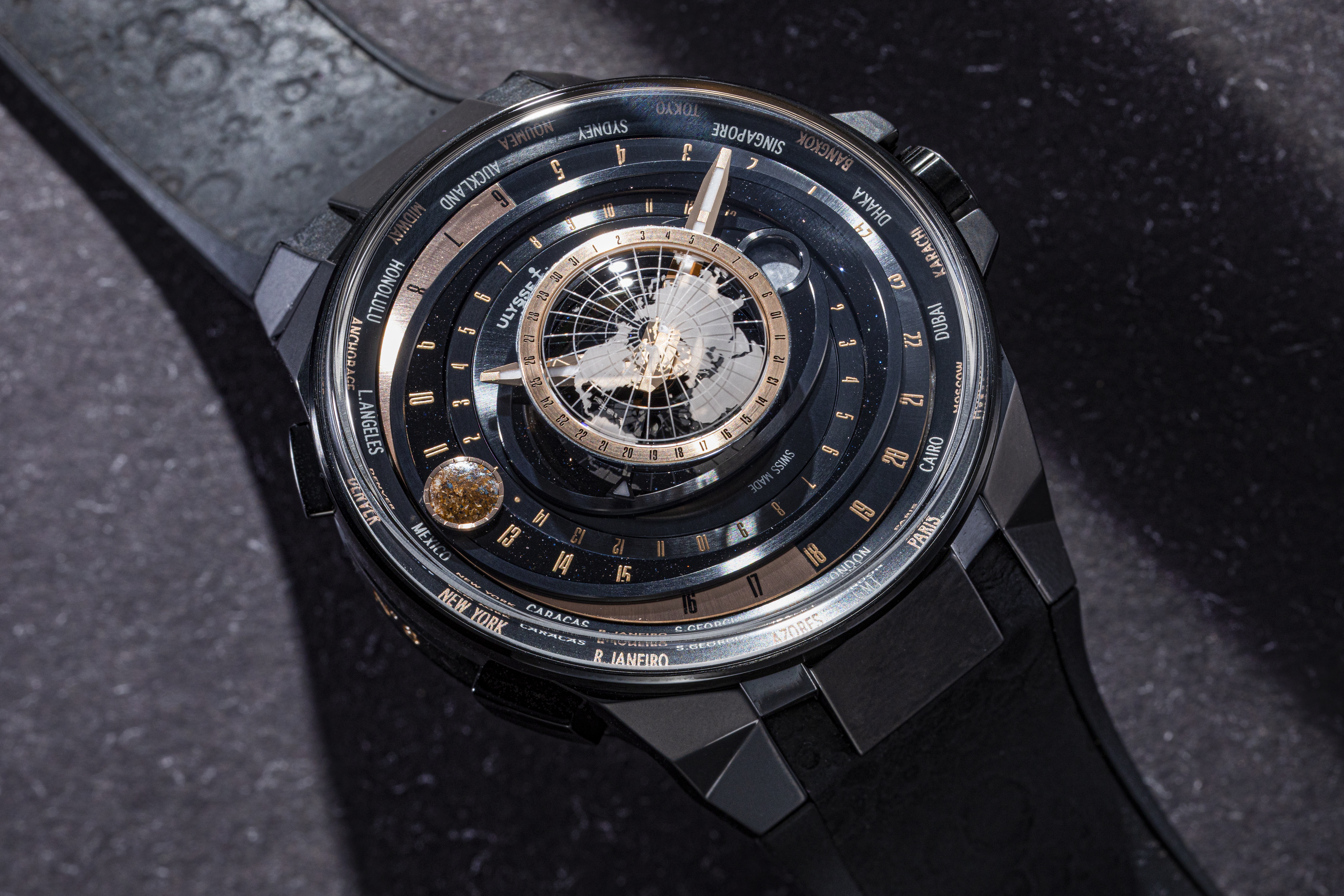
Ulysse Nardin Blast Moonstruck ref. 1063-400

Nel 2012 la Maison acquista da Ebel il movimento 137, che rinomina UN-150: trattasi di un calibro cronografico nato negli anni Novanta che viene montato sul modello Marine Chronograph a partire dal 2013.
Nel 2013 viene lanciato l'Ulysse Nardin Stranger, un carillon che riproduce la musica del brano di Frank Sinatra "Strangers in the Night". La creazione, realizzata in collaborazione da Oechslin e dal musicista Dieter Meier, è stato realizzato in edizione limitata.
Nel 2014, Ulysse Nardin è stata acquisita dal gruppo di lusso Kering, precedentemente noto come PPR. Per rinsaldare lo stretto legame con il mondo nautico, nel 2015 l'azienda diventa sponsor di Artemis Racing nell'America's Cup. Sempre nel 2014 è stata presentata la linea Dual Time Manufacture, caratterizzata dalla visualizzazione del secondo fuso orario in un discreto oblò posto a ore nove (secondo l'esperienza maturata con Oechslin). Il calibro di manifattura utilizzato è l'UN-334.
Nel 2014 inoltre è stato presentato un innovativo scappamento a forza costante, chiamato "Anchor", impiegato a partire dall'anno seguente sull'orologio Anchor Tourbillon. Lo scappamento è stato realizzato da Sigatec, azienda di cui Ulysse Nardin è co-proprietaria. Questo nuovo scappamento non necessita di lubrificazione, è antimagnetico, è più sottile e dissipa meno energia.
Nel 2016, in occasione del 170º compleanno dell'azienda, viene presentato il Marine Tourbillon Grand Deck, dotato di tourbillon volante, ore saltanti e minuti retrogradi. La sfera dei minuti retrogradi è un boma tirato da dei minuscoli cavi che ne determinano lo spostamento. Il calibro (UN-630) è realizzato dall'azienda dell'orologiaio indipendente Christophe Claret.
Nel 2018 viene presentato il Frak Vision, il primo della serie ad essere dotato di calibro a carica automatica, figlio dell'esperienza maturata nei Frak Lab del 2015 e nell'InnoVision2 Concept Watch del 2017. Il movimento è il manifattura UN-250. Si tratta di un modello che attualizza fedelmente le idee del primo Freak di Oechslin.

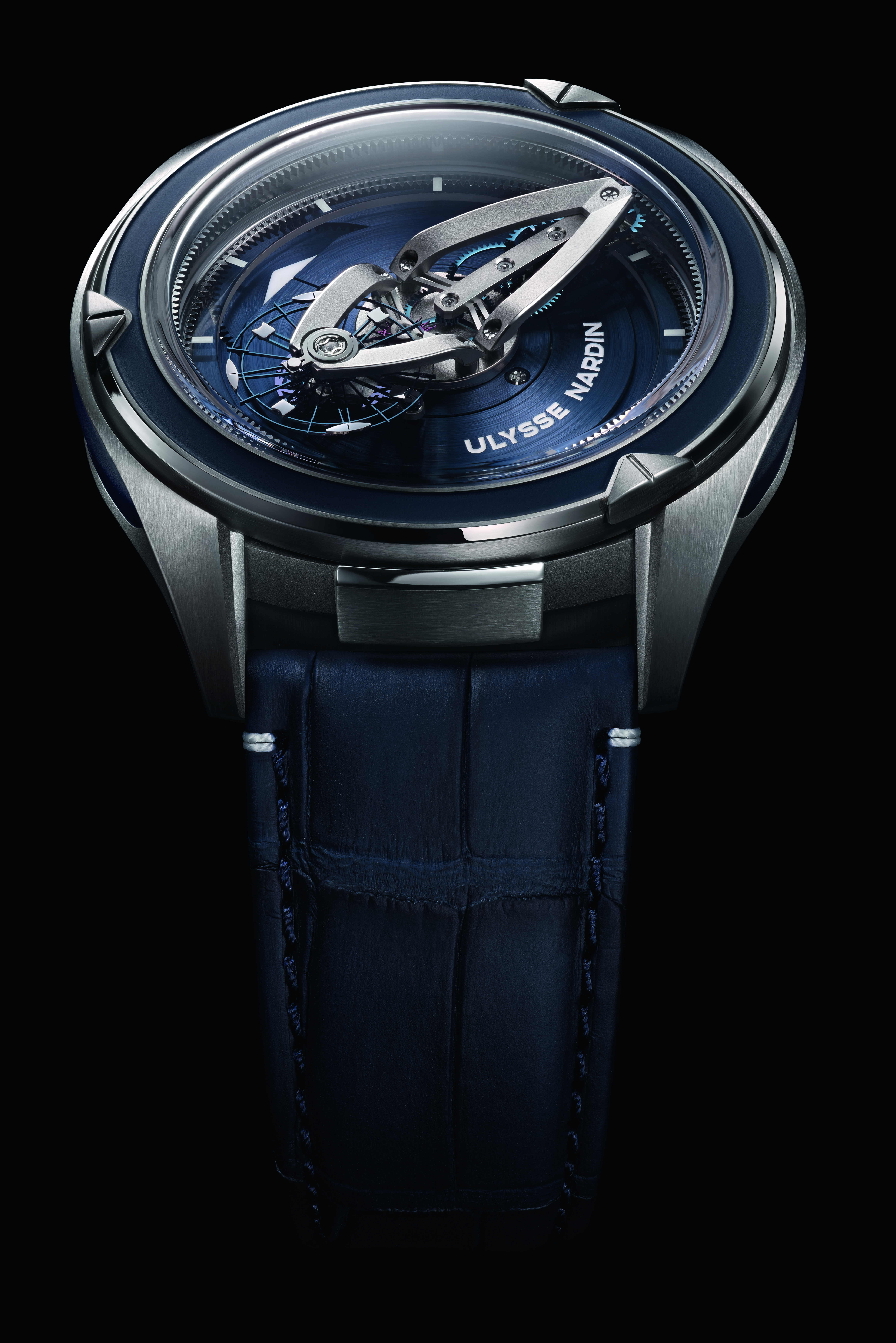
Ulysse Nardin Freak Vision ref 2505-250, risalente al 2018.

Risale al 2019 il Mega Yacht, un orologio con tourbillon che rimanda alla forma dell'elica di un motoscafo, visualizzazione tridimensionale delle fasi lunari e indicatore di riserva di carica tramite un'ancora collegata a una piccola catena che viene calata come se fosse una nave, abbassandosi completamente quando l'orologio è scarico, come un'ancora viene abbassata quando un'imbarcazione è ferma nel porto. Il quadrante è in smalto. Il calibro, l'UN-631, è stato realizzato in collaborazione con l'azienda orologiera indipendente Christophe Claret (così com'era successo per il Marine Tourbillon Grand Deck).
Risale al 2020 il Blast, un nuovo segnatempo che propone una scheletratura moderna e all'avanguardia, e che integra diverse complicazioni a seconda dei modelli, come il tourbillon, la ripetizione minuti e il secondo fuso orario.
Sempre nel 2020 è stato lanciato il concept watch Diver NET, entrato successivamente in produzione, che si differenzia dalla fitta concorrenza di orologi subacquei per il materiale con cui è realizzato: infatti la cassa è in acciaio riciclato al 95%, a cui viene unito il Carbonium (materiale composto da fibra di carbonio riciclata dalle fusoliere degli aerei che viene prodotto dall'azienda francese Lavoisier Composite) ed il Nylo (materiale realizzato dalla start-up francese Fil & Fab ricavato dalla trasformazione delle reti da pesca in disuso).
Nel 2021 viene presentato l'UFO, un Ulysse Nardin da tavolo, che presenta, al di sotto di una cupola in vetro, un movimento in alluminio scheletrato che consente la visualizzazione di tre differenti fusi orari e garantisce la riserva di carica per un anno. L'orologio è stato realizzato in collaborazione della maison L'Epée, attiva nella produzione di orologi da tavolo. Lo stesso anno è nato il Diver X Skeleton, segnatempo che ha unito le performance di un orologio da subacqueo con l'estetica e la raffinatezza tecnica di un quadrante scheletrato.
Nel 2022 Kering ha venduto i marchi Ulysse Nardin e Girard-Perregaux a Sowind. L'anno successivo la collezione Freak si aggiorna con il Freak ONE, un modello assai simile per estetica e concetto all'originale del 2001.
Ulysse Nardin è l'azienda che ha registrato il maggior numero di brevetti nella storia dell'orologeria.
Attualmente gli orologi più complicati realizzati dalla Maison sono parte delle collezioni Freak e Blast, dalle grandi dimensioni e dal design d'impatto, con caratteristiche tecniche e scheletrature all'avanguardia, che si contrappongono alla pulizia stilistica tipica dei modelli della linea Marine, la quale invece prende chiaro riferimento ai vecchi cronometri da marina che hanno contribuito al successo di Ulysse Nardin tra l'Ottocento e la prima metà del Novecento.
Nel 2025 è stato presentato il nuovo Diver [AIR], l'orologio da sub più leggero del mondo. Esso prende spunto dal predecessore Diver X Skeleton, ma ne estremizza le caratteristiche: il predecessore infatti pesava circa 105 grammi, mentre il Diver [AIR] solamente 52 grammi, incluso il cinturino. Nonostante questo alleggerimento è impermeabile a 200 metri e resistente a urti fino a 5000 G. Ciò è possibile grazie al largo impiego di titanio riciclato e materiali compositi, per i quali l'azienda ha collaborato con Thyssenkrupp, Lavoisier Composites e TiFast. Come da tradizione Ulysse Nardin, lo scappamento è interamente in silicio.

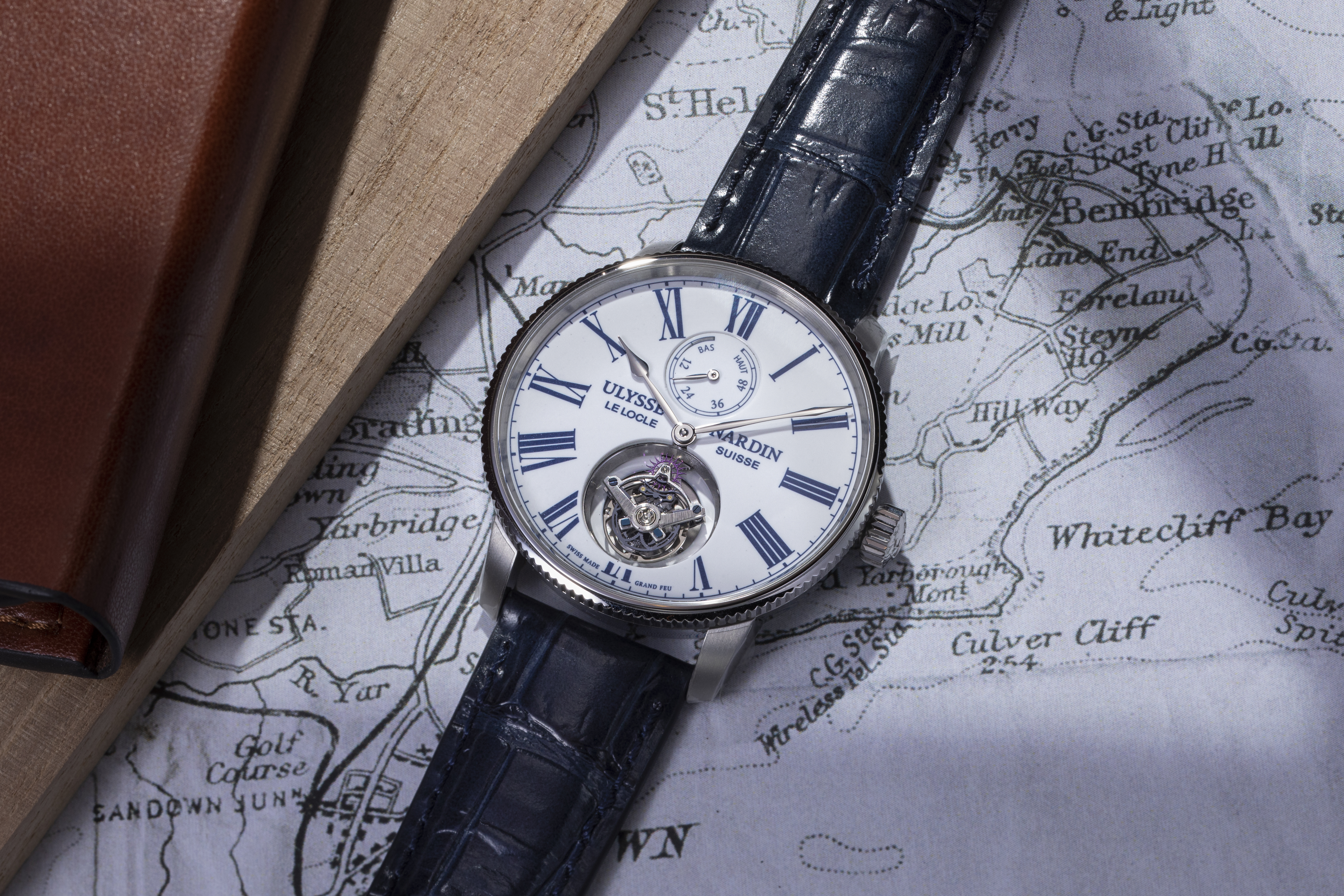
Ulysse Nardin Marine Torpilleur Tourbillon ref. 1283-310

## I modelli
- Marine: Tourbillon, Chronometer Torpilleur, Chronograph, Regatta, Grand Deck, Chronometer, Lady Chronometer
- Diver: Deep Dive Hammer, Chronograph, Cronograph Hammer, Lady Diver, Chronometer
- Classic: Minute Repeater Voyeur, Classico Jade, Dual Time, Lady Dual Time, Zhenghe, Minute Repeater Oil, Skeleton Tourbillon, Lady Skeleton Tourbillon, Ulysse Anchor Tourbillon, Perpetual, Sonata, Hourstriker Pinup, Luna, Lady Luna, Trilogy
- Blast: Tourbillon, Dual Time, Skeleton X, Free Wheel, Hourstriker, Moonstruck
- Freak: One, S, X, Freak Vision, Freaklab, Cruiser, Phantom
- Jade: Jellyfish, Lionfish

## Modelli storici
Tra i modelli che hanno fatto la storia della produzione Ulysse Nardin troviamo gli orologi astronomici (Astrolabium Galileo Galilei, Copernicus e Kepler), il Freak e il San Marco.
Recentemente i tre orologi astronomici di Oechslin sono stati riproposti ed attualizzati, pur non snaturandone l'estetica e il concetto originario, in edizioni limitate.

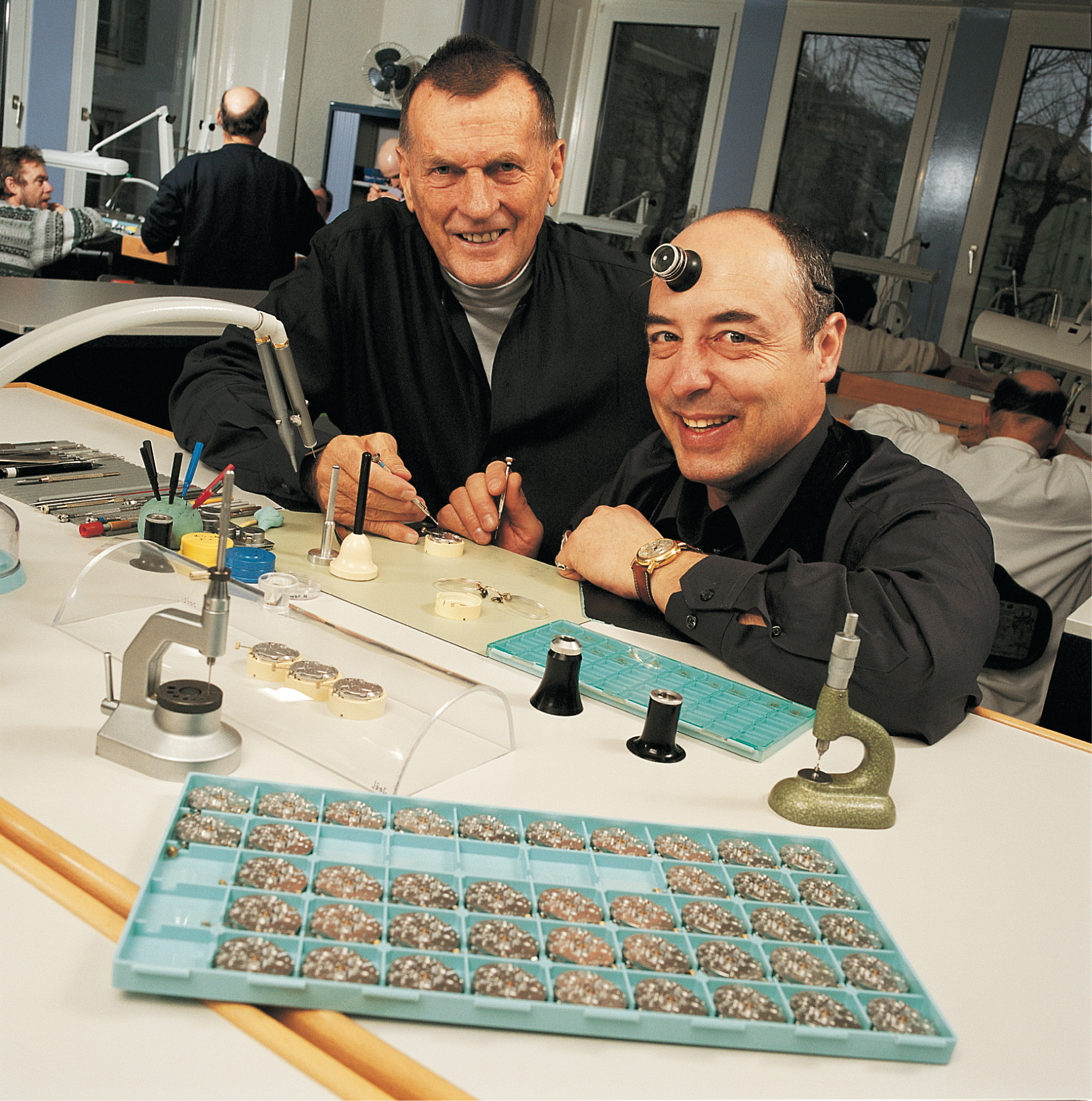
Rolf Schnyder (a sinistra) con l'orologiaio Ludwig Oechslin (a destra): i due hanno contribuito in maniera determinante a rilanciare Ulysse Nardin con numerosi capolavori tutt'oggi apprezzati dagli appassionati.

### Astrolabium Galileo Galilei

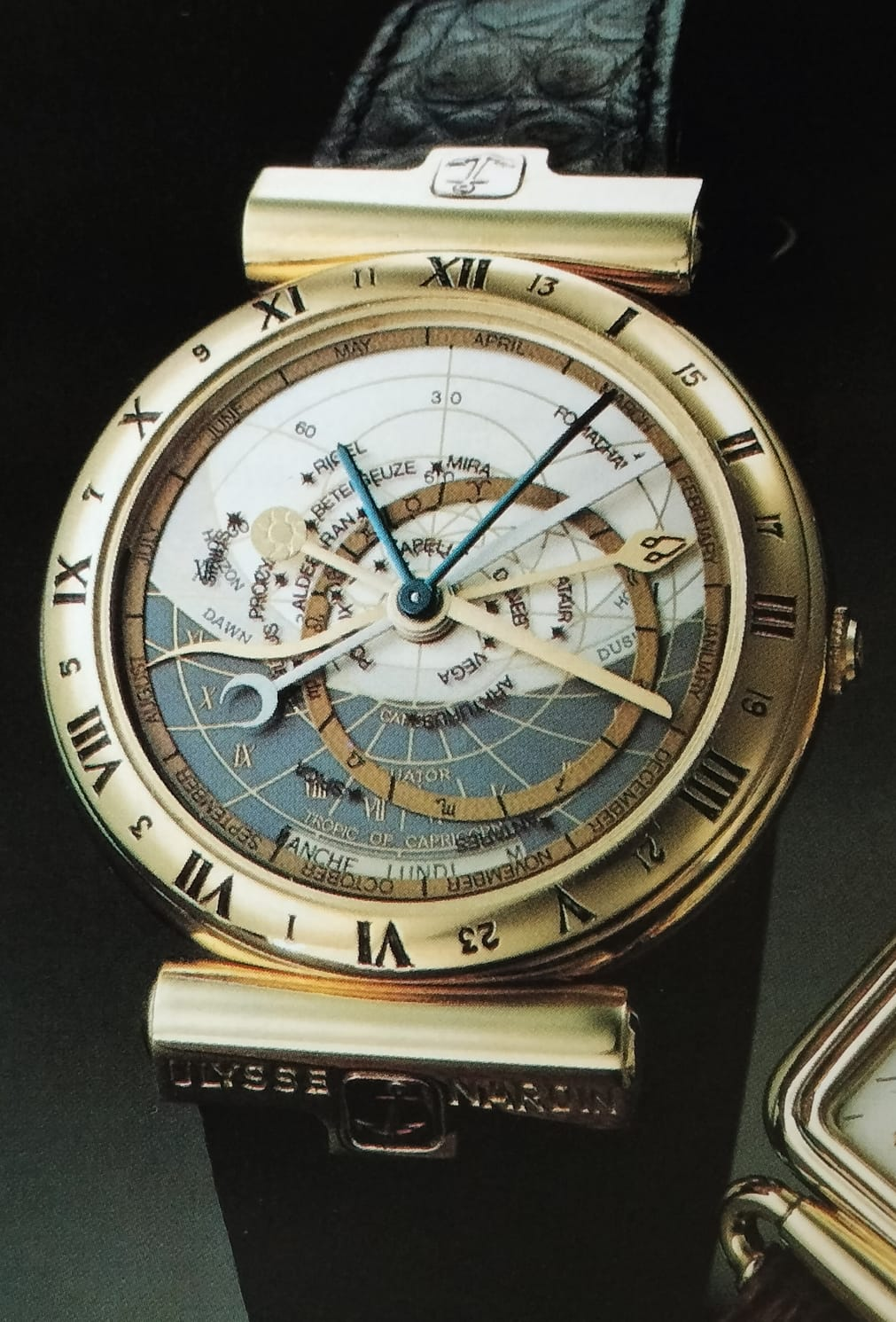
Ulysse Nardin Astrolabium Galileo Galilei

Il lancio dell'orologio Astrolabium Galileo Galilei nasce dalla collaborazione tra Rolf W. Schnyder (il proprietario della casa Ulysse Nardin) e l'orologiaio Ludwig Oechslin. 
L'astrolabio è il primo orologio astronomico da polso con movimento automatico. Misura direzione e altezza degli astri sopra la linea dell'orizzonte, posizione del sole, della luna e delle stelle a tutte le ore, movimento dello zodiaco, eclissi lunari e solari, alba e tramonto del sole e della luna, mesi e giorni, andamento delle stagioni.
La produzione di questi orologi cominciò nel 1985. L'estrema complicazione di questo segnatempo ne consentì l'ingresso nel Guinness dei Primati nel 1989.

### Planetarium Copernicus

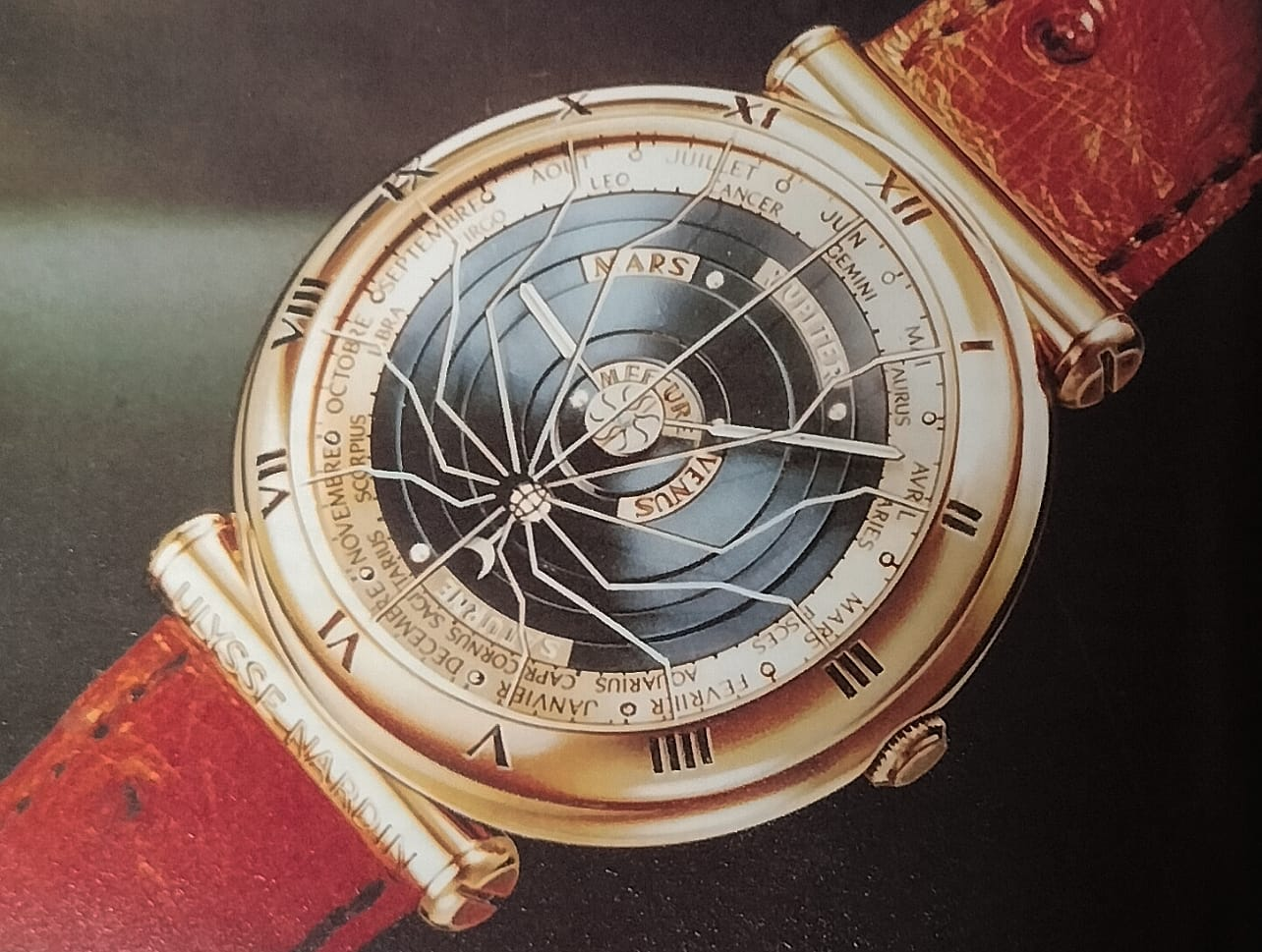
Ulysse Nardin Planetarium Copernicus

Questo segnatempo rappresenta, sul quadrante, il sistema solare come teorizzato da Copernico. Il Sole occupa il centro del quadrante ed attorno ad esso si sviluppano una serie di cerchi concentrici che consentono di osservare il moto di rivoluzione dei pianeti da Mercurio a Saturno (cioè i pianeti noti all'astronomo polacco) attorno al Sole. Contestualmente, inoltre, è possibile ammirare il moto di rivoluzione della Luna intorno alla Terra. Il disco della terra, invece, è fermo. Oechslin ha optato per questa scelta per "realizzare una perfetta sintesi delle teorie geocentriche ed eliocentriche, traducendole in informazioni temporali di immediata comprensione".

### Tellurium Johannes Kepler
Il terzo ed ultimo orologio astronomico realizzato da Oechslin per Ulysse Nardin è il Tellurium Johannes Kepler, del 1992. Esso mette al centro del quadrante la Terra, realizzata in smalto, vista dal Polo Nord, attorno al quale sono presenti due dischi per l'indicazione del calendario zodiacale e del mese corrente, mentre le indicazioni della posizione della Luna e dei nodi lunari sono visualizzati da due appositi indicatori.